# Dipterocarpus verrucosus
Dipterocarpus verrucosus là một loài thực vật có hoa trong họ Dầu. Loài này được Foxw. ex Slooten mô tả khoa học đầu tiên năm 1927.